# São Salvador e Santa Maria
São Salvador e Santa Maria es una freguesia portuguesa del municipio de Odemira, distrito de Beja.

## Historia
Fue creada el 28 de enero de 2013 en aplicación de una resolución de la Asamblea de la República de Portugal promulgada el 16 de enero de 2013 con la unión de las freguesias de Santa Maria y São Salvador.

## Demografía
| Gráfica de evolución demográfica de São Salvador e Santa Maria entre 2011 y 2021 |
|                                                                                  |
| Datos según el nomenclátor publicado por el INE portugués.                       |